# Italie aux Jeux olympiques de 1908
L'Italie a participé aux Jeux de 1908 à Londres, au Royaume-Uni. Après l'absence, selon les rapports officiels du CIO, aux Jeux de 1904, cette participation était la troisième de l'Italie.
68 athlètes masculins ont concouru dans huit sport, rapportant quatre médailles (deux d'or et deux d'argent) permettant à l'Italie de se classer au neuvième rang du classement des nations.

## Liste des médaillés italiens

### Médailles d'or
| Sport              | Discipline                       | Sportifs        | Performance |
| Médailles d'or : 2 |                                  |                 |             |
| Gymnastique        | Concours général (H)             | Alberto Braglia | 317 pts     |
| Lutte              | Lutte gréco-romaine Poids légers | Enrico Porro    |             |

### Médailles d'argent
| Sport                  | Discipline           | Sportifs                                                                     | Performance  |
| Médailles d'argent : 2 |                      |                                                                              |              |
| Athlétisme             | 800 m (H)            | Emilio Lunghi                                                                | 1 min 54 s 2 |
| Escrime                | Sabre par équipe (H) | Marcello Bertinetti Riccardo Nowak Abelardo Olivier Alessandro Pirzio Biroli |              |

## Sources
- (en) Cet article est partiellement ou en totalité issu de l’article de Wikipédia en anglais intitulé « Italy at the 1908 Summer Olympics » (voir la liste des auteurs).